# Nychiodes lividaria
Nychiodes lividaria là một loài bướm đêm trong họ Geometridae.